# Mexikansk solitärtrast
Ej att förväxla med mexikansk trast (Turdus rufopalliatus) eller mexikansk skogstrast (Catharus occidentalis).
Mexikansk solitärtrast (Myadestes occidentalis) är en centralamerikansk fågel i familjen trastar inom ordningen tättingar. Den häckar i bergsskogar från Mexiko söderut till Honduras. Tillfälligt har den påträffats i USA. Arten minskar i antal men beståndet anses ändå livskraftigt.

## Utseende och läten

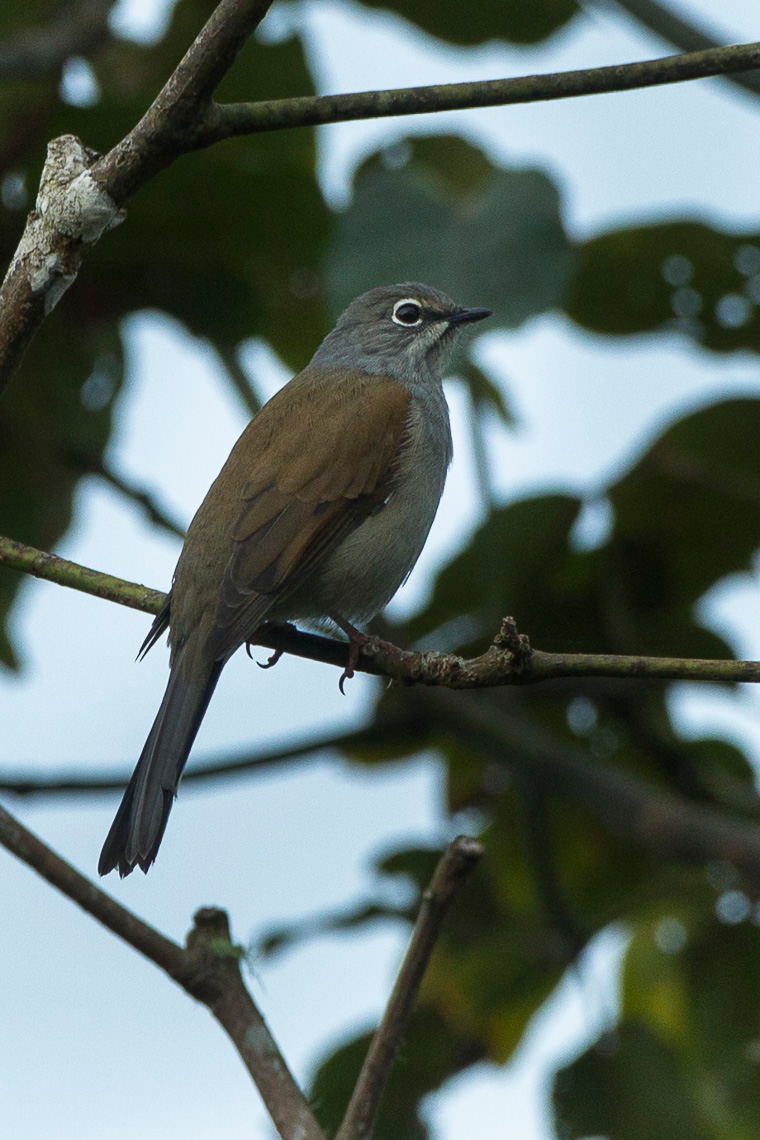

Mexikansk solitärtrast är en 21 cm lång gråaktig fågel med bruna vingpennor. Tydligt är också vit ögonring och vita yttre stjärtpennor. Sången består av ett crescendo med accelererande fallande toner som ofta beskrivs som flöjt- eller klocklika. Bland lätena hörs ett metalliskt skri och varnande raspiga ljud.

## Utbredning och systematik
Mexikansk solitärtrast förekommer i Centralamerika och delas in i tre underarter med följande utbredning:
- Myadestes occidentalis occidentalis – bergstrakter i västra Mexiko (Sonora söderut till Oaxaca)
- Myadestes occidentalis insularis – ögruppen Islas Marías (utanför västra Mexiko)
- Myadestes occidentalis oberholseri – bergstrakter från nordöstra Mexiko till Guatemala, El Salvador och centrala Honduras

Fågeln har även tillfälligt påträffats i USA. Genetiska studier pekar på att arten är närmast släkt med skiffersolitärtrast (Myadestes unicolor).

## Levnadssätt
Fågeln hittas i bergsbelägna blandskogar, ofta nära rinnande vattendrag. Födan består frukt, framför allt Bumelia och Prunus. Den häckar normalt mellan februari och juli.

## Status och hot
Arten har ett stort utbredningsområde och en stor population, men tros minska i antal, dock inte tillräckligt kraftigt för att den ska betraktas som hotad. Internationella naturvårdsunionen IUCN kategoriserar därför arten som livskraftig (LC).

## Namn
Fågeln har även kallats brunryggad solitärtrast på svenska.